# Blue1

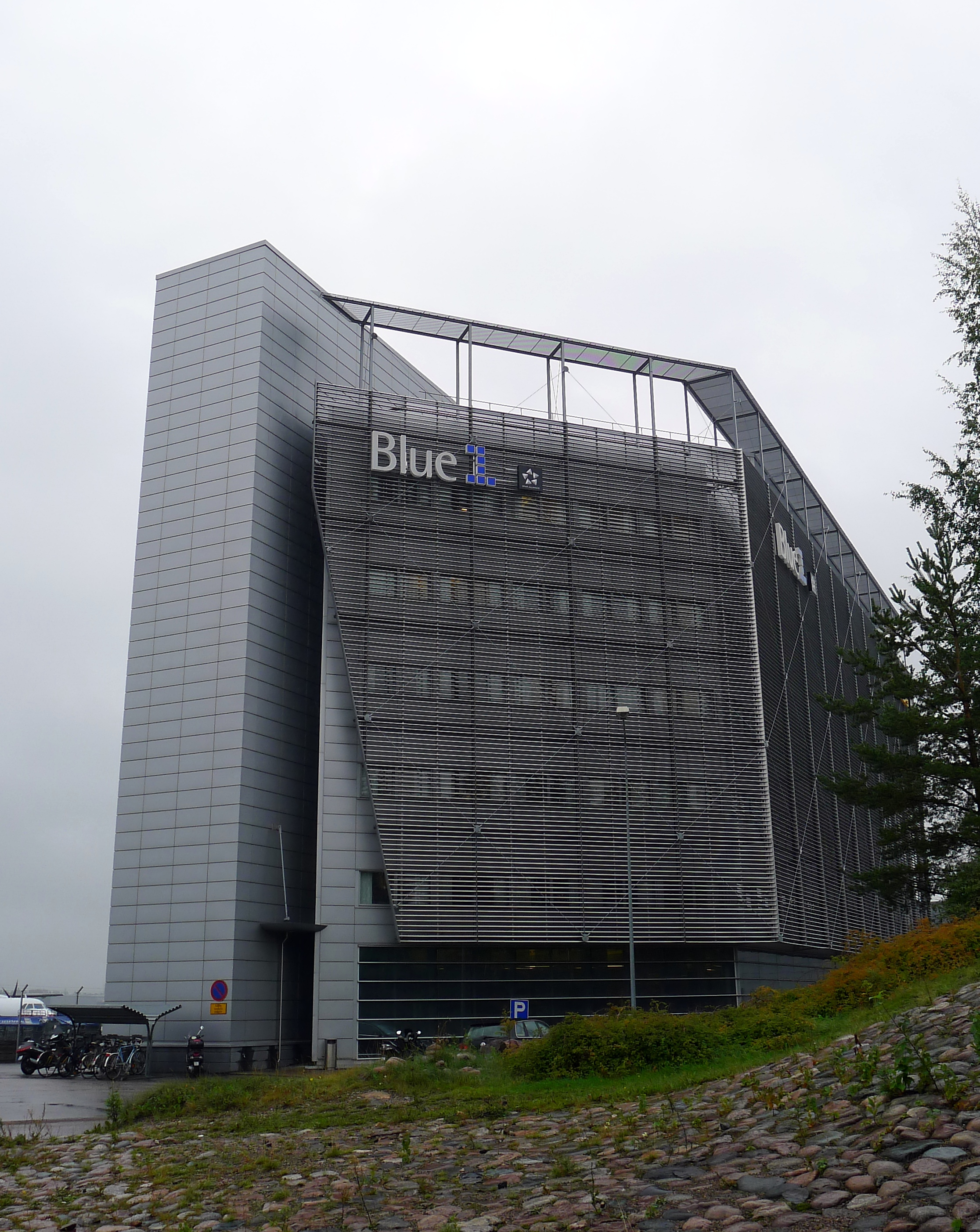
La sede di Blue1

Blue1 era una compagnia aerea regionale finlandese, filiale della Scandinavian Airlines System. Operava principalmente dall'aeroporto di Helsinki-Vantaa. Fino al 2003 era conosciuta con il nome di Air Botnia. A ottobre 2016 è stata venduta e completamente integrata in CityJet.

## Storia
La compagnia aerea fu fondata nel 1987 e iniziò le operazioni nel 1988 con il nome di Air Botnia, utilizzando Embraer EMB-110 Bandeirante per voli cargo o passeggeri da Helsinki a Kauhajoki e Seinäjoki. Iniziò ad affiancare ai Bandeirante, non pressurizzati, aerei British Aerospace Jetstream 41 presi in leasing nel 1993, ma a causa di problemi finanziari nell'estate 1995 British Aerospace riprese gli aerei e Air Botnia arrivò quasi alla bancarotta. Si arrivò dunque a negoziazioni dell'ultimo momento per salvare la compagnia aerea che continuò le operazioni su scala più ridotta.
La compagnia aerea fu acquistata dal gruppo SAS nel gennaio 1998. I nuovi proprietari sostituirono i Jetstream con dei Saab 340 in quello stesso anno e in seguito la compagnia ricevette il primo jet, un Fokker F28. I vecchi F28 furono presto rimpiazzati per via di restrizioni dovute alla forte rumorosità con degli Avro RJ85, ricevuti nel 2001, mentre i Saab 340 furono sostituiti dai più grandi Saab 2000.
Air Botnia fu chiamata Blue1 nel gennaio 2004 ed entrò in Star Alliance come prima compagnia aerea regionale nel novembre 2004. Blue1 diventò un membro completo di Star Alliance il 1º gennaio 2010. Nel 2005 Blue1 diventò la seconda compagnia aerea finlandese con più di 100 voli al giorno e il maggiore operatore tra la Finlandia e la Scandinavia. Nel 2006 Blue1 iniziò 10 nuove rotte non-stop verso l'Europa aumentando la propria capacità di più del 50%.
Nel 2008 Blue1 spostò le sue operationi a Londra da Stansted a Heathrow e intraprese una forte espansione sulle rotte interne. Nel 2009 furono aperte nuove rotte, come Parigi-Kittilä per la stagione invernale e per Ragusa e Spalato in estate. Blue1 fu la prima compagnia aerea nel Nord Europa a ricevere la certificazione ambientale ISO 14001.
Il 26 marzo 2012, Blue1 cambiò hub da Helsinki-Vantaa a Copenaghen. Ciononostante Helsinki-Vantaa è ancora il maggior aeroporto per la compagnia. Il 1º novembre 2012, Blue1 diventò un produttore di servizi per SAS. Questo significa che il mercato e la vendita sono ora controllate da SAS e che i voli hanno il prefisso SK, quello della SAS.
Nel Marzo 2015 la compagnia ha annunciato di vendere l'intera flotta di Boeing 717-200 a Volotea e a Delta Air Lines, e di rimpiazzarli con i Boeing 737-600 provenienti dalla compagnia madre Scandinavian Airlines entro la fine dello stesso anno. L'operazione però non si è mai verificata e Blue1 si è ritrovata senza aerei. Ad ottobre 2015, Scandinavian Airlines ne ha annunciato la vendita a CityJet nel 2016, dove è stata completamente integrata.

## Flotta
La flotta Blue1 era composta dai seguenti velivoli:

### Velivoli precedentemente utilizzati
La Blue1 ha inoltre utilizzato, durante la sua esistenza, i seguenti velivoli: